# DJ Panda
DJ Panda, właściwie Rafał Helsztyński (ur. 5 sierpnia 1982) – polski DJ hip-hopowy pochodzący z warszawskiego Mokotowa.

## Życiorys
DJ Panda zaczął działać publicznie, jako artysta, dzięki pojawieniu się w 2002 r. w utworze Wosk, nagranym wspólnie z Dizkretem i z Urbem. Utwór ten znalazł się na winylowej składance Junoumi Vol. 1. Efektem popisów turntablistycznych była propozycja współpracy z Noonem, który wraz z Pezetem był w trakcie nagrywania albumu Muzyka klasyczna. Skutkiem udziału na płycie było uznanie przez polskie środowisko hip-hopowe, jak i DJ-skie, w tym miano "Debiutanta Roku", jak i nominacja do "Ślizgerów", czyli nagród corocznie przyznawanych przez magazyn Ślizg najlepszym artystom w branży hip-hopowej.
Od tego czasu DJ Panda gra na prestiżowych imprezach w Polsce (m.in. Coke Live Music Festival, Live Festival, H&M Loves Music, Polish Hip Hop Festival, Red Bull Tour Bus, Battle Of The Year, Reebok Hip-hop Tour), jak i Europie (Hip Hop Kemp). Jest rezydentem warszawskiego klubu Paragraf 51 (późniejszy The Fresh) oraz Harlem. Grał także support przed takimi wykonawcami jak: The Prodigy, Travis Scott, Lana Del Rey, Wiz Khalifa, Snoop Dogg, The Roots, A-Trak, Hudson Mohawke, Chet Faker, Timbaland, Missy Elliott, Sean Paul, M.O.P., Gang Starr, Capone-n-Noreaga, czy Mobb Deep, dostając możliwość bycia DJ-em grupy Tha Liks na ich jedynym występie w Polsce w 2003 r.
Pojawił się na albumach Onar&O$ka "Wszystko, co mogę mieć", Dizkret-Praktik "IQ", WWO "We własnej osobie", Eis "Gdzie jest Eis", Noon "Gry studyjne", Flexxip "Ten Typ Mes, E. Blef: Fach" oraz na składance Junoumi Vol. 2. W roku 2004 zagrał gościnnie na płytach Grammatik "Reaktywacja", Sidney Polak (T.Love) "Sidney Polak" składance Junoumi Vol.3 oraz na kolejnym klasyku polskiego hip-hopu: Pezet-Noon "Muzyka poważna". W 2005 r. artysta udzielał się na składance Konkret Blendz, na płycie Małolat-Ajron "W pogoni za lepszej jakości życiem", a także 2cztery7 "Funk dla smaku", gdzie składał i jednocześnie skreczował zwrotkę rapera Małolata z jego innych zwrotek. Po krótkiej przerwie DJ Panda pojawia się na pierwszej płycie duetu Pezet-Małolat "Dziś w moim mieście". W 2011 r. płyta ta uzyskuje status złotej. W tym samym roku DJ Panda pojawia się na płycie Onara "Dorosłem do rapu". Rok później jego skrecze rozbrzmiewają na albumie "Niewidzialna Nerka", wydanej nakładem S1 Warsaw, a następnie na krążku "Radio Pezet" duetu Pezet& Sidney Polak, a także na debiutanckiej płycie "Niedopowiedzenia", którą wyprodukował Czarny Hi-Fi. Dwie ostatnie pozycje uzyskują status złotych. Podobnie ma to miejsce w 2014 r., a konkretnie w przypadku albumu Pawbeats "Utopia", na którym w jednym z utworów udziela się DJ Panda. Artysta pojawia się także w dwóch najnowszych piosenkach Pezeta - "Nie Zobaczysz Łez" oraz "Pragniesz".
Jego DJ-ski set otwiera płytę The Fresh Mixtape Vol. 2.

## Dyskografia
- Pezet, Noon - Muzyka klasyczna (2002, T1-Teraz)[3]
- Dizkret, Praktik - IQ (2002, Konkret Promo)[4]
- Flexxip - Ten Typ Mes i Emil Blef - Fach (2003, T1-Teraz)[5]
- Noon - Gry studyjne (2003, Teeto Records)[6]
- Eis - Gdzie jest Eis? (2003, T1-Teraz)[7]
- Sidney Polak - Sidney Polak (2004, Pomaton EMI)[8]
- Pezet, Noon - Muzyka poważna (2004, Embargo Nagrania)[9]
- Grammatik - Reaktywacja EP (2004, Embargo Nagrania)[10]
- 2cztery7 - Funk - dla smaku (2005, Embargo Nagrania)[11]
- Szybki Szmal - Szybki Szmal Mixtape 2005 (2005, Aloha Entertainment)[12]
- Małolat, Ajron - W pogoni za lepszej jakości życiem (2005, Prosto)[13]
- Bez Cenzury - Klasyk (2006, Embargo Nagrania)[14]
- Onar - Pod prąd (2007, Konkret Promo/Fonografika)[15]
- Pezet, Małolat - Dziś w moim mieście (2010, Koka Beats)[16]